# Sam Savage
Sam Savage (ur. 9 listopada 1940 w Camden, zm. 17 stycznia 2019 w Madison) – amerykański powieściopisarz.

## Życiorys
W 1968 ukończył studia na Uniwersytecie Yale, gdzie potem jeszcze studiował filozofię oraz uzyskał stopień doktora. Kształcił się też na Uniwersytecie Heidelberskim. Przez krótki czas był wykładowcą na Uniwersytecie Yale. W późniejszym okresie pracował w redakcji magazynów literackich. W 2004 przeniósł się do Madison stanie Wisconsin, gdzie mieszkał do śmierci. Pracował wielu zawodach – był mechanikiem rowerowym, stolarzem, rybakiem i drukarzem. W 2006 opublikował powieść Firmin. Przygody wielkomiejskiej szumowiny, żartobliwą historię o szczurze zainteresowanym literaturą. Powieść ta zapewniła mu rozgłos i była tłumaczona na wiele języków.
Był żonaty z Norą Manheim, z którą miał dwoje dzieci. Miał też syna z poprzedniego małżeństwa.

## Twórczość
- The Criminal Life of Effie O. An Entertainment (2005)
- Firmin. Przygody wielkomiejskiej szumowiny (ang. Firmin. Adventures of a Metropolitan Lowlife) (2006)
- The Cry of the Sloth: The Mostly Tragic Story of Andrew Whittaker, Being his Collected, Final, and Absolutely Complete Works (2009)